# Chiesa di Sant'Alessandro (Brescia)
La chiesa di San'Alessandro è una chiesa di Brescia, situata in piazzetta Sant'Alessandro, a metà di corso Cavour e costeggiando anche l'adiacente via Moretto.
Di origini molto antiche, secondo la tradizione sarebbe stata fondata nel corso del V secolo. Soggetta nel tempo a numerosi rifacimenti, in epoca contemporanea ha inoltre subito intensi interventi edilizi, al fine di riparare i gravi danni causati dai bombardamenti della seconda guerra mondiale.
Scrigno di numerose e pregevoli opere d'arte, molte delle quali trasportate in altri luoghi nel corso dei secoli, tra tutte spicca per pregio artistico ed importanza l'Annunciazione quattrocentesca di Jacopo Bellini.

## Storia

### L'antica fondazione e i frati servi di Maria
La chiesa ha origini antiche: la tradizione la vuole fondata nella prima metà del V secolo dal vescovo bresciano san Gaudioso, del quale qui si conservano le reliquie. Nel 1136 la chiesa fu eletta a canonica dall'allora vescovo Manfredo e la prima ricostruzione si ebbe nella prima metà del Quattrocento. Nel 1430 giunsero a Brescia, da Bologna, i frati Servi di Maria che si impegnarono nella cura e nell'abbellimento della chiesa antica e dell'attiguo convento.
I fondi, tuttavia, scarseggiavano e i lavori poterono essere conclusi solo attraverso le donazioni conferite dal capitano generale di Terraferma che difendeva Brescia in quegli anni, Gentile da Leonessa. Con le sue sovvenzioni si poté ricostruire la cappella maggiore dove, entro un'antica arca in marmo, nel 1453 furono rinvenute le spoglie di San Gaudioso, poi trasferite in un'urna. Il Leonessa poi morì proprio in quell'anno, durante l'assedio di Manerbio, e venne sepolto nella stessa chiesa che in precedenza aveva contribuito a ristrutturare.

### L'epoca rinascimentale

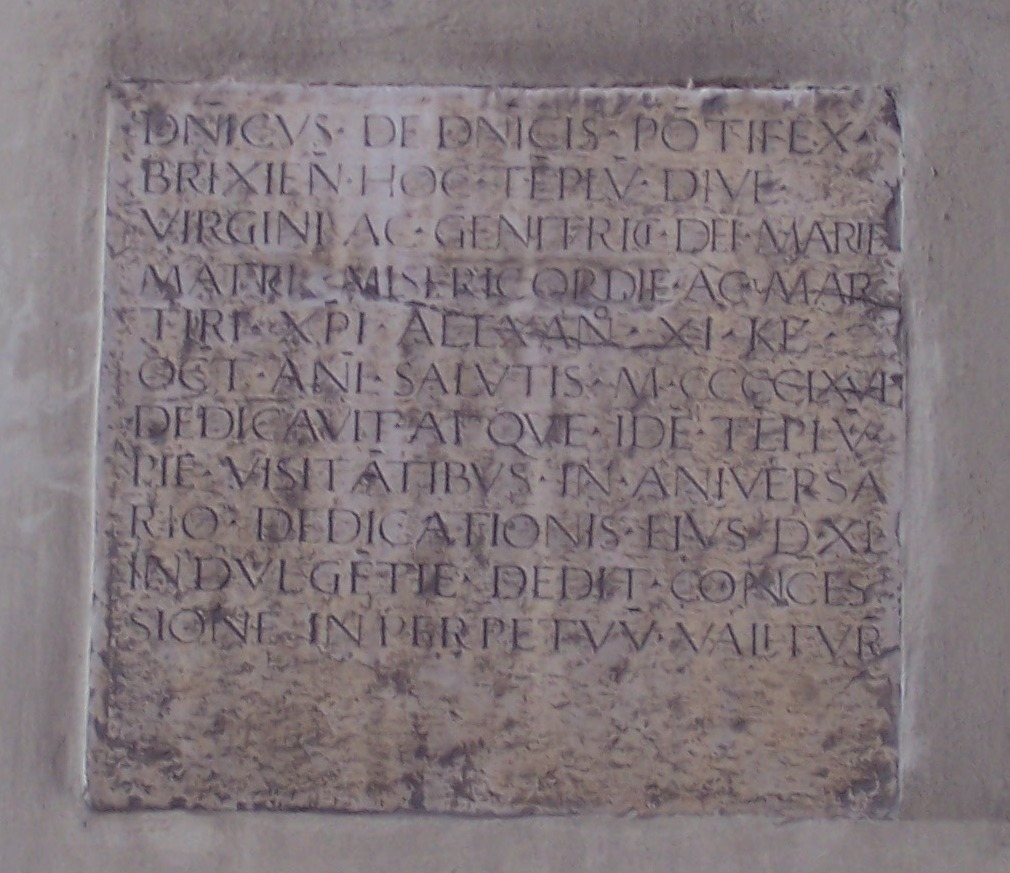
La lapide quattrocentesca posta all'esterno della chiesa, che testimonia l'intitolazione della chiesa anche alla Vergine Maria. Su di essa, fra l'altro, è scritto che si promettono quaranta giorni di indulgenza a chi visitasse la chiesa negli anniversari della consacrazione. Per approfondire si veda in Fè d'Ostiani

Nel 1466, finalmente, la nuova chiesa venne consacrata dal vescovo Domenico de Dominicis che, accanto all'antico titolo di Sant'Alessandro, la dedicò altresì a Maria Vergine. Dell'evento è testimone la lapide murata all'angolo della chiesa su via Moretto. In epoca rinascimentale i servi di Maria commissionarono a Lattanzio Gambara un ciclo di affreschi dedicati a storie della vita della Vergine, di Mosè, Aronne e Melchisedec, perduti nel corso dei lavori settecenteschi di ampliamento assieme a una serie di lunette di Camillo Rama (1628) con episodi della vita di Maria e al polittico della Natività del Romanino, del 1525, posizionato nel coro entro un'ancona di Stefano Lamberti.
L'opera, che rappresentava l'Adorazione del Bambino da parte dei santi Alessandro, Gerolamo, Filippo Benizzi e Gaudioso, si trova alla National Gallery di Londra. Per questa stessa chiesa, anche Il Moretto era stato chiamato a dipingere una tela con san Rocco, poi a Budapest.
Nel 1769 la chiesa subì gravi danni dovuti all'esplosione della polveriera di San Nazaro, al punto che sul finire del secolo, fu oggetto di un importante intervento di ricostruzione progettato dall'architetto Giovanni Donegani. La chiesa avrebbe comunque necessitato di un restauro affinché potesse degnamente sostenere il confronto con le nuove e grandiose chiese di San Nazaro e Celso, San Lorenzo, Santa Maria della Pace e Sant'Afra, all'epoca da poco ultimate.
L'intervento interessò anche lo spazio antistante dove, demolita una casa della contessa Paola Fenaroli Avogadro su sua gentile concessione (anche tale evento è ricordato da una lapide sull'angolo della chiesa, accanto a quella più antica), fu definitivamente allestita la piazzetta Sant'Alessandro, impreziosita dalla fontana con vasca a forma di valva di conchiglia progettata dallo stesso Donegani nel 1787 e realizzata grazie al contributo dei conti Martinengo Colleoni. La loro generosità fu notevole ma, in ogni caso, l'interesse a rivalutare la piazzetta dipendeva soprattutto dal beneficio estetico che ne avrebbe tratto la loro residenza, eretta nel XV secolo, che vi si affacciava. Nel 1797, nell'ambito delle soppressioni monastiche, fu soppressa anche la congregazione dei servi di Maria e con essa il convento, destinato ad arsenale e ospedale militare. Il convento comprendeva due chiostri, posti sul lato settentrionale della chiesa: il primo, dove sorgono oggi il cinema e il bar, era quadrangolare, circondato da portici con sei arcate a tutto sesto; il secondo, verso est e fiancheggiante direttamente la chiesa, aveva forma irregolare. I due chiostri furono distrutti dal bombardamento aereo che colpì Brescia il 2 marzo 1945. Al loro posto, in seguito, fu realizzato negli anni sessanta il moderno condominio Sant'Alessandro.
La facciata settecentesca progettata dal Donegani, comunque, non fu mai compiuta: il cantiere, rimasto senza fondi dopo la dispendiosa ristrutturazione dell'interno (lo stesso polittico del Romanino fu venduto in tale frangente per far fronte alle spese), non consentì il suo completamento e l'opera rimase a rustico per i secoli successivi. Trovò finalmente compimento nei primi anni del Novecento quando l'architetto Carlo Melchiotti recuperò il progetto originale del Donegani e lo portò a termine tra il 1894 e il 1903.

## Descrizione

### Esterno

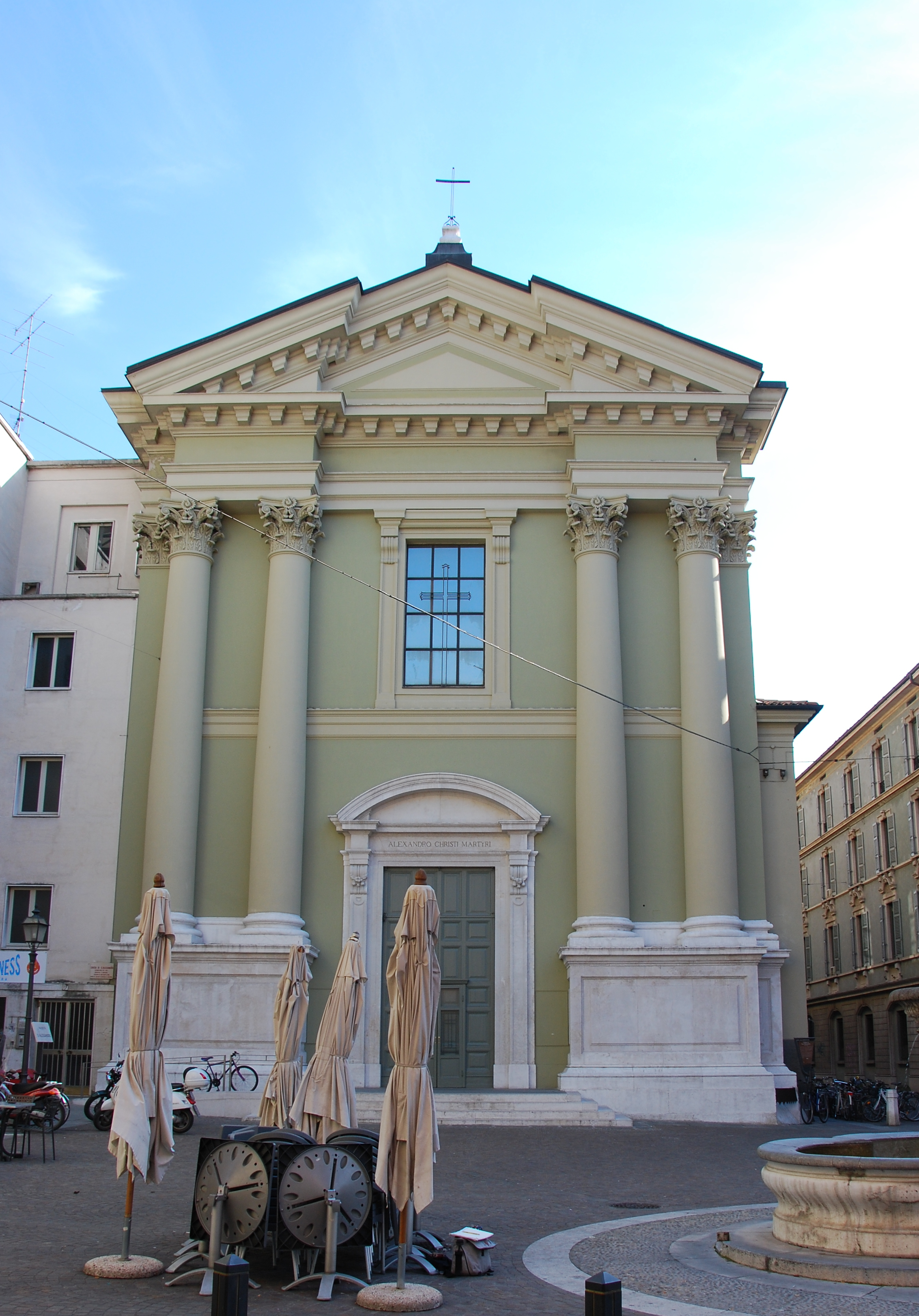
La facciata del Donegani

Esteriormente, sia all'esterno sia all'interno, la chiesa appare abbastanza recente, di epoca settecentesca: i restauri dell'epoca, difatti, occultarono quasi del tutto l'aspetto antico e ogni elemento che potesse farvi riferimento. Nel complesso, quindi, l'edificio si presenta di dimensioni considerevoli ma anche molto tradizionale: l'unico elemento di spicco, almeno dal punto di vista della struttura, è la raffinata architettura interna.

#### La facciata
Il motivo è unitario, a fronte di tempio classico: quattro colonne a tre quarti di ordine corinzio, di cospicuo diametro, sorreggono una trabeazione compiuta su cui poggia il timpano triangolare presentante lo stesso profilo dentellato e movimentato della cornice. Le colonne hanno basi attiche e poggiano su un due alti basamenti, divisi al centro dal sobrio ingresso alla chiesa, sormontato da un timpano semicircolare e, più in alto, sopra una cornice retrostante le colonne che pare dividere la facciata in due ordini, da un finestrone rettangolare che illumina l'interno. Le colonne alle due estremità, oltretutto, sono raddoppiate attraverso l'uso di due lesene, più arretrate, di pari ordine corinzio e poggianti su un pari raddoppio del basamento, raddoppio conservatosi solamente sul lato verso Via Moretto e distrutto invece sull'altro. Anche le dette lesene, in sommità, sorreggono un frammento di trabeazione più arretrato, che chiude il timpano su entrambi i lati e fa da elemento aggettante in accordo con i volumi del corpo sottostante. Il fianco visibile della chiesa non presenta motivi architettonici particolari, se non per l'ingresso laterale alla chiesa, posto a una trentina di metri dalla piazza, decorato da una bella cornice modanata con finestra e timpano a coronamento, composizione sobria ma molto raffinata.

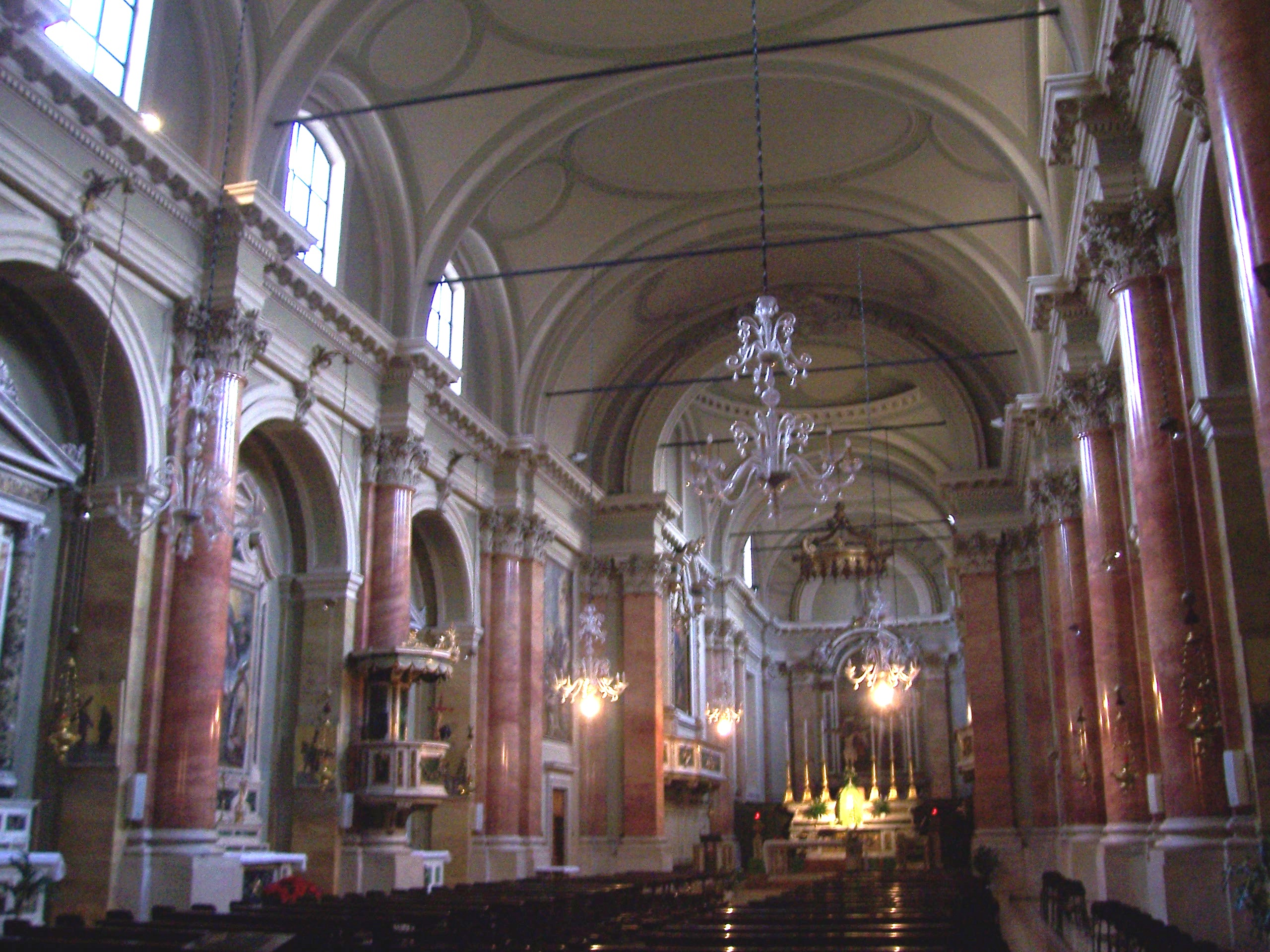
L'interno della chiesa, verso l'abside

### Interno
L'interno visibile oggi è quasi totalmente opera dei lavori di restauro settecenteschi diretti dal Donegani. L'ambiente è di pianta longitudinale, a navata unica senza transetto, in stile classicheggiante. Un motivo di archi su pilastri incorniciati dall'ordine architettonico corre unitario su entrambi i lati e, negli spazi aperti sotto gli archi, trovano posto otto cappelle con otto rispettivi altari, quattro per lato. L'ordine maggiore è costituito da possenti colonne corinzie a tre quarti in scagliola dipinta di rosso-arancione a imitazione del marmo, mentre l'ordine minore è un tuscanico-dorico in lesene dipinte a finto marmo giallognolo. L'ordine maggiore, oltretutto, risulta raddoppiato attraverso la presenza di lesene che sporgono dietro le colonne a tre quarti con pari base e capitello, rafforzando così l'aspetto dell'intero blocco di sostegno. Anche l'ordine minore, in piccolo, presenta un raddoppio in corrispondenza dell'angolo fra l'ordine stesso e la parete di fondo delle cappelle. La trabeazione che corre al di sopra dell'ordine maggiore è unitaria e comprende l'intero perimetro della chiesa, sottolineandolo. La navata unica è coperta da una volta a botte con finestroni a lunetta in corrispondenza delle cappelle laterali: la volta si interrompe nella zona dell'altare maggiore, su cui insiste un'ampia cupola, per poi concludersi nell'area del coro. Navata e presbiterio, inoltre, sono divisi fra loro mediante un arco soglio che, contemporaneamente, interrompe la volta a botte della navata.

## Opere

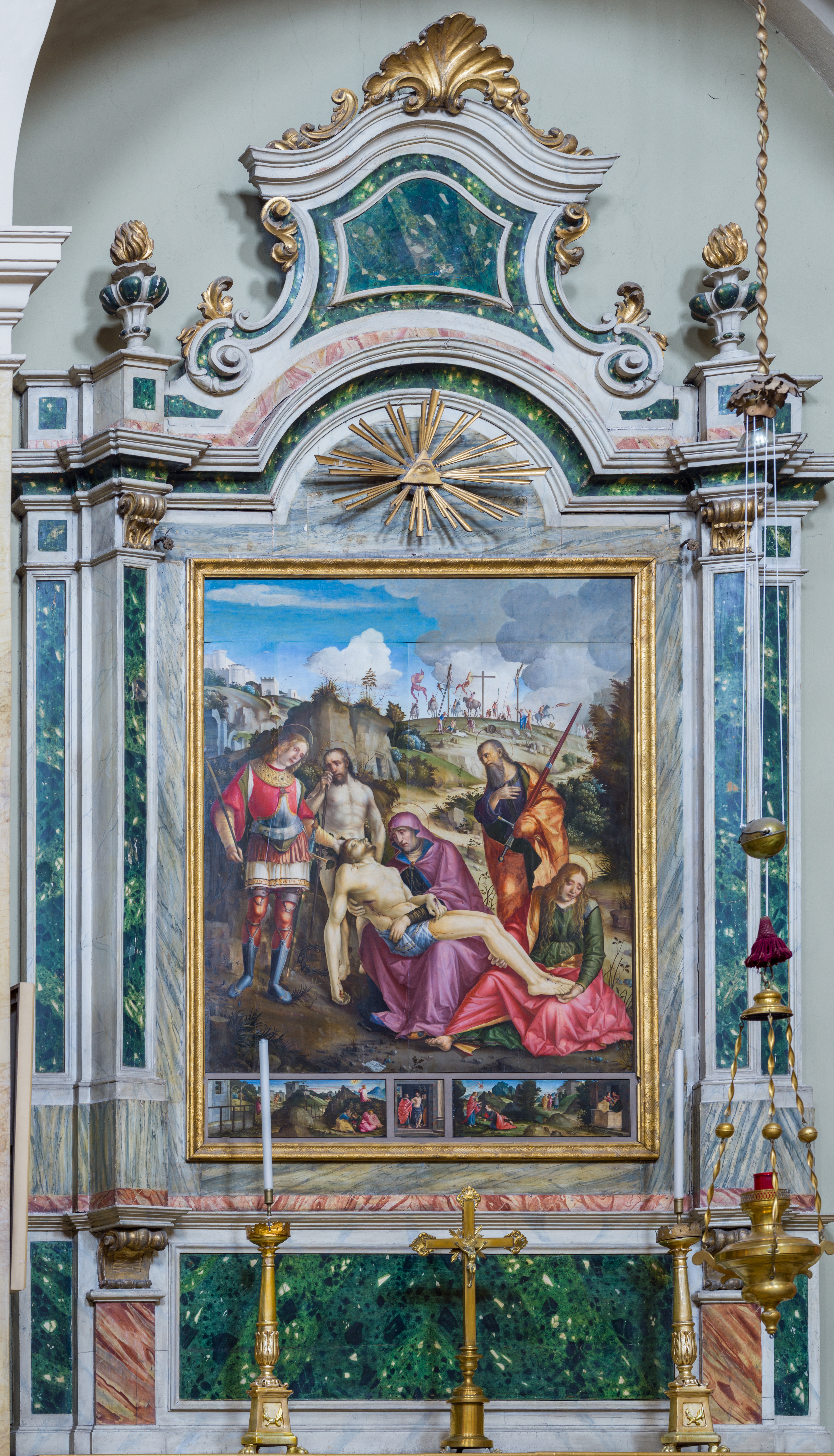
La Deposizione del Civerchio

Pur essendo stata privata, nel tempo, di gran parte dei suoi tesori, soprattutto durante i lavori di restauro settecenteschi, la chiesa di Sant'Alessandro ospita ancora una notevole serie di opere di alto valore artistico e storico. Partendo dal lato destro, sopra la moderna cappella del Battistero si trova la tela del bresciano Gerolamo Rossi con la Beata Vergine che concede l'abito nero ai Servi di Maria. Secondo la tradizione, la Vergine apparve in visione nel 1239 ai sette uomini fiorentini fondatori dell'ordine, donando loro il proprio abito nero, emblema dei dolori da lei sofferti. L'abito, che sarebbe divenuto quello ufficiale dei servi, indicava la particolare devozione dei frati all'Addolorata. Il dipinto fa parte di una serie di quattro tele già utilizzate a suo tempo come ante per l'organo dell'Antegnati, oggi sostituito da un Tonoli ottocentesco. I dipinti ritraggono momenti salienti dell'ordine dei Servi di Maria e storie della vita di Sant'Alessandro. Il ciclo potrebbe datarsi dopo il 1610, quando venne istituita la "Scuola dell'Addolorata" o "dell'Abito".

L'altare dellAnnunciazione di Jacopo Bellini

Il primo altare a destra ospita l'opera forse più importante e pregevole qui conservata: la pala dell'Annunciazione attribuita a Jacopo Bellini, del 1444. Il dipinto, concepito come grande dittico, documenta la transizione nel gusto pittorico in Brescia dallo stile tardo gotico al primo Rinascimento. Retaggio del gotico fiorito è la raffinata decorazione delle vesti dorate dei personaggi, nonché l'eleganza delle pose e la maestosa cornice dorata. Segnali di una sensibilità moderna si leggono, invece, nella costruzione prospettica degli spazi. È una continua e splendida sinfonia d'oro che s'irraggia dai ricchi manti arabescati della Vergine e dell'Angelo, dalle aureole, dalle tende dello sfondo e dalle piccole stelle che spiccano lucenti nei riquadri azzurri del soffitto a cassettoni. Nella predella si susseguono cinque scene della vita di Maria (la Nascita, la Presentazione al Tempio, la Visitazione, il Miracolo della Madonna della Neve e la Dormitio).
Procedendo, nel secondo altare domina la Deposizione di Vincenzo Civerchio, del 1504. L'opera denota la ripresa di modelli nordici o ferraresi nei ritratti taglienti e nel forte intento drammatico che pervade l'intera scena. In primo piano si stagliano le figure della Madonna e della Maddalena che sorreggono il corpo di Cristo, alle cui spalle si trovano Adamo e i santi Paolo e Alessandro. Sullo sfondo, uno dei paesaggi più belli dell'autore, domina una veduta del Golgota con i soldati e le tre croci su due delle quali giacciono ancora i corpi dei ladroni. In basso a sinistra si riconosce la porta del sepolcro aperta a preludere alla Resurrezione di Cristo. Successivi episodi della vita di Cristo sono illustrati nella predella: L'Incredulità di san Tommaso, il Noli me tangere e L'Incontro sulla via di Emmaus. Il paliotto d'altare e il tabernacolo sono di Carlo e Giovanni Carra.
Sul terzo altare si trova oggi una statua moderna dell'Addolorata, opera di Angelo Righetti del 1943, che sostituisce l'antica di Gregoretti. Il complesso dell'altare marmoreo è impreziosito da statue di Antonio Calegari che ritraggono la Fede e la Carità. Sulla cimasa curvilinea, quattro angeli sorreggono le Arma Christi (chiodi, croce, lancia e martello). L'altare proviene dalla chiesa di Santa Giulia, dove evidentemente doveva essere dedicato al tema eucaristico. Fu alienato in seguito alla soppressione della chiesa benedettina e venduto a Sant'Alessandro nel 1804.
Sopra il quarto altare si conserva un Ecce homo di Lattanzio Gambara. L'affresco del 1563, strappato e portato su tela, faceva originariamente parte della decorazione pittorica della cappella del Santissimo Sacramento. Di Antonio Calegari è l'altorilievo in marmo con il Compianto su Cristo morto tra la Vergine e la Maddalena. L'ovato era originariamente parte del paliotto dell'altare poi collocato nella sagrestia.
Sopra la porta laterale campeggia una tela di Gerolamo Rossi che ritrae Sant'Alessandro con il labaro e il cavallo.
Sull'altare maggiore, una tela di Pietro Moro racconta il Martirio di Sant'Alessandro, del 1790. Il dipinto fu commissionato al pittore veneziano per colmare la lacuna lasciata dall'alienazione del polittico del Romanino. L'altare maggiore in marmo fu scolpito da Alessandro Monti su disegno di Luigi Arcioni nel 1911. Sotto la mensa si conserva l'urna con le reliquie di San Gaudioso, vescovo bresciano del V secolo cui si riconduce tradizionalmente la fondazione della chiesa. A destra si trova l'organo di Giovanni Tonoli (1884) che ha sostituito il precedente dell'Antegnati, mentre a sinistra campeggia il dipinto settecentesco di Giuseppe Tortelli con la Vergine che consegna l'abito nero ai servi di Maria.

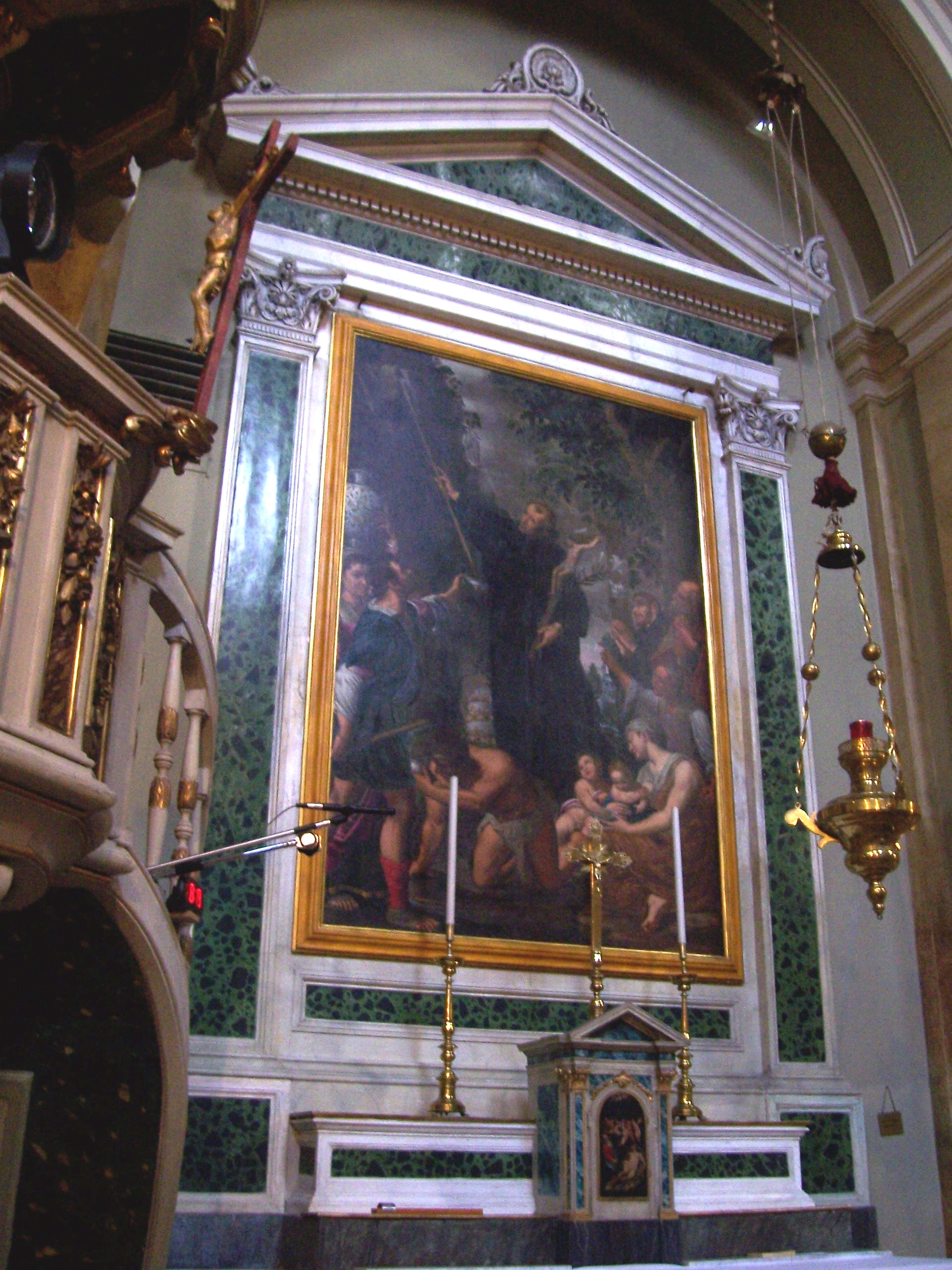
La pala di Grazio Cossali

Passando al lato sinistro, sopra la porta laterale si trova un'altra tela di Gerolamo Rossi con Il miracolo degli idoli che cadono davanti a Sant'Alessandro. Nella tradizione si racconta che, al suono delle preghiere del Santo, una statua di Marte sarebbe caduta a pezzi tra lo stupore degli astanti.
Sopra il quinto altare si trova Un miracolo di san Filippo Benizzi, opera del 1623 di Grazio Cossali. La tela mostra il generale dell'Ordine dei Servi di Maria che, come un novello Mosè, per dissetare gli abitanti della città di Siena, colta da siccità, fa sgorgare l'acqua da una roccia colpendola con un bastone. Pregevole è pure la piccola porta del tabernacolo, dipinta all'inizio del XVII secolo con la scena del Compianto su Cristo morto.
Sul sesto altare domina una tela di Gerolamo Rossi con la Beata Vergine col Bambino e i santi Gerolamo, Giovanni Evangelista, Francesco d'Assisi, Onorio Vescovo. Evidente è il richiamo a Moretto nella scelta compositiva della disposizione su due registri. In quello superiore campeggiano su un trono aereo la Madonna e il Bambino, mentre in quello inferiore i santi si dispongono secondo schema semicircolare che si apre al centro sulla veduta di un paesaggio naturale. I colori improntati a toni luminosi sono piuttosto un richiamo alla pittura di Paolo Veronese.
L'altare successivo accoglie un dipinto settecentesco di Giuseppe Tortelli dedicato a due servi di Maria. Gesù guarisce San Pellegrino Laziosi toccandogli la piaga sulla gamba, mentre Santa Giuliana Falconieri, gravemente malata, non potendo ricevere l'Eucaristia poggia l'Ostia consacrata sul suo cuore.
L'ultimo altare, cioè il primo a sinistra dall'ingresso, è sormontato da una tela cinquecentesca attribuita con qualche riserva a Sebastiano Aragonese, grazie alla presenza delle iniziali sulla stessa, ossia L, S, e A; l'opera ritrae San Luigi re di Francia fra i Santi Rocco e Sebastiano. Nel registro superiore si scorge Cristo con gli strumenti della passione.
Segue infine la Cappella del Crocifisso che ospita l'ultimo dipinto di Gerolamo Rossi, già impiegato come anta interna del precedente organo Antegnati, con il piccolo San Filippo in braccio alla madre che la invita a far l'elemosina ai servi di Maria.
Domina in controfacciata la tela di Enrico Albrici con la Visitazione (1755-60).

## Organo

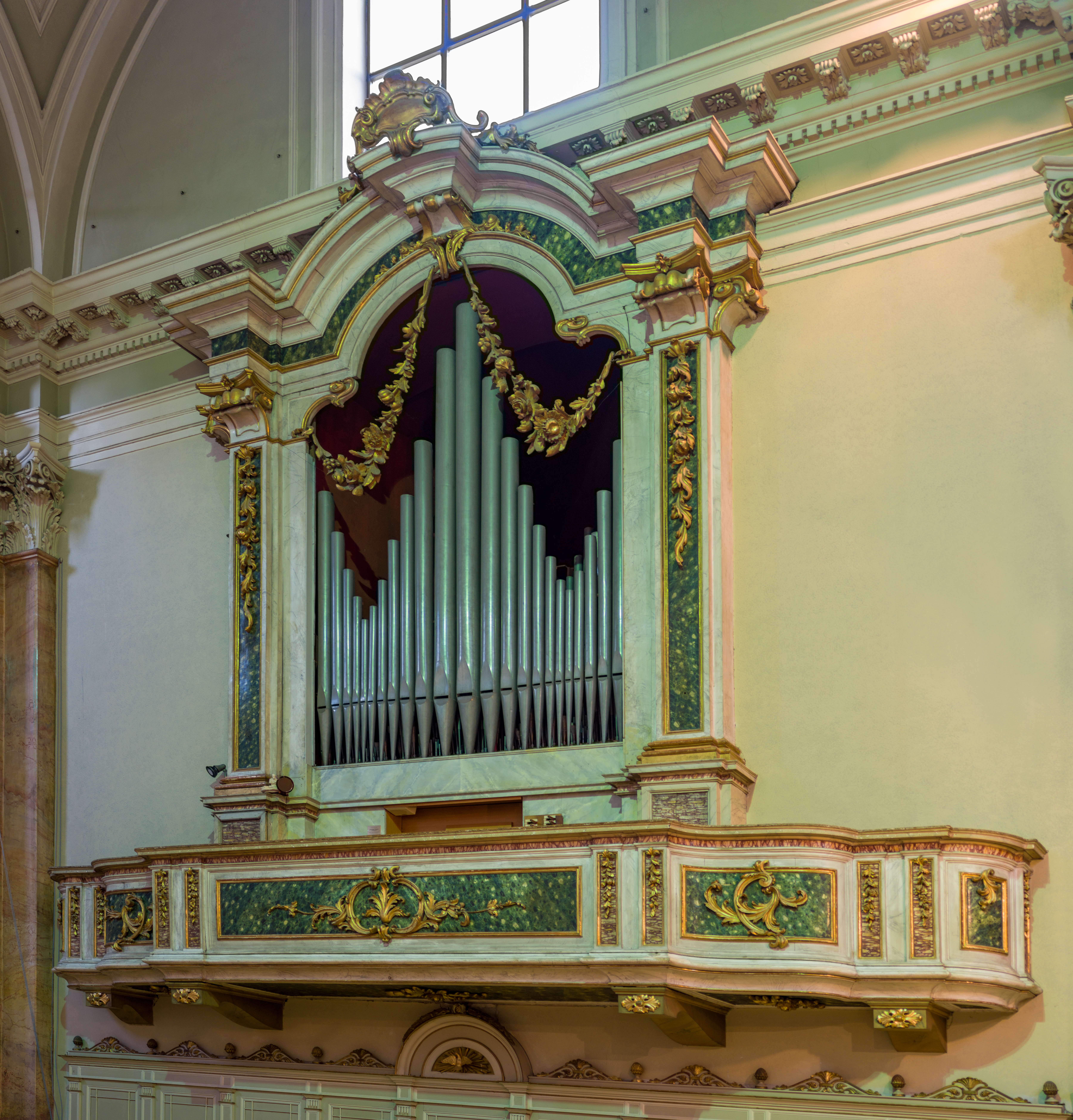
Organo di Giovanni Tonoli nella chiesa

Come suddetto, (2011) si trova nella chiesa un organo Giovanni Tonoli, costruito nel 1884 sulla cantoria in Cornu Epistulæ in sostituzione di un Antegnati preesistente. Lo strumento fu rimaneggiato e modificato nella trasmissione da Fusari e Frigerio nel 1927, ma è stato oggetto di un restauro storico nel 1981 ad opera di Pedrini]che, fra le altre cose, ha ricostruito la trasmissione meccanica. L'organo ha due tastiere di 61 tasti ciascuna e pedaliera retta di 27.

## Galleria d'immagini

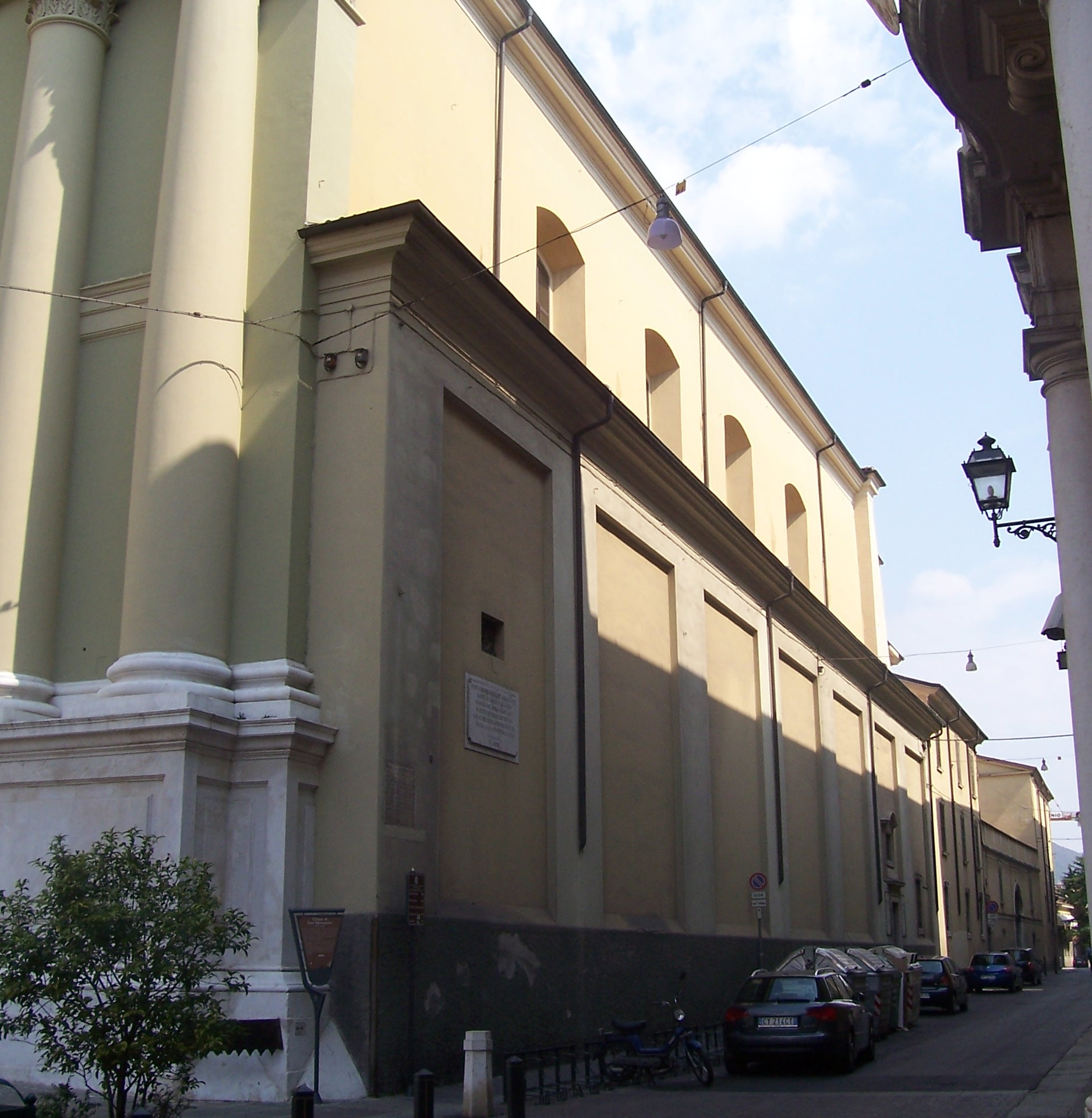
Il fianco della chiesa su Via Moretto. All'angolo sono visibili le due targhe: quella quattrocentesca, poco visibile, è più in basso, sul pilone d'angolo
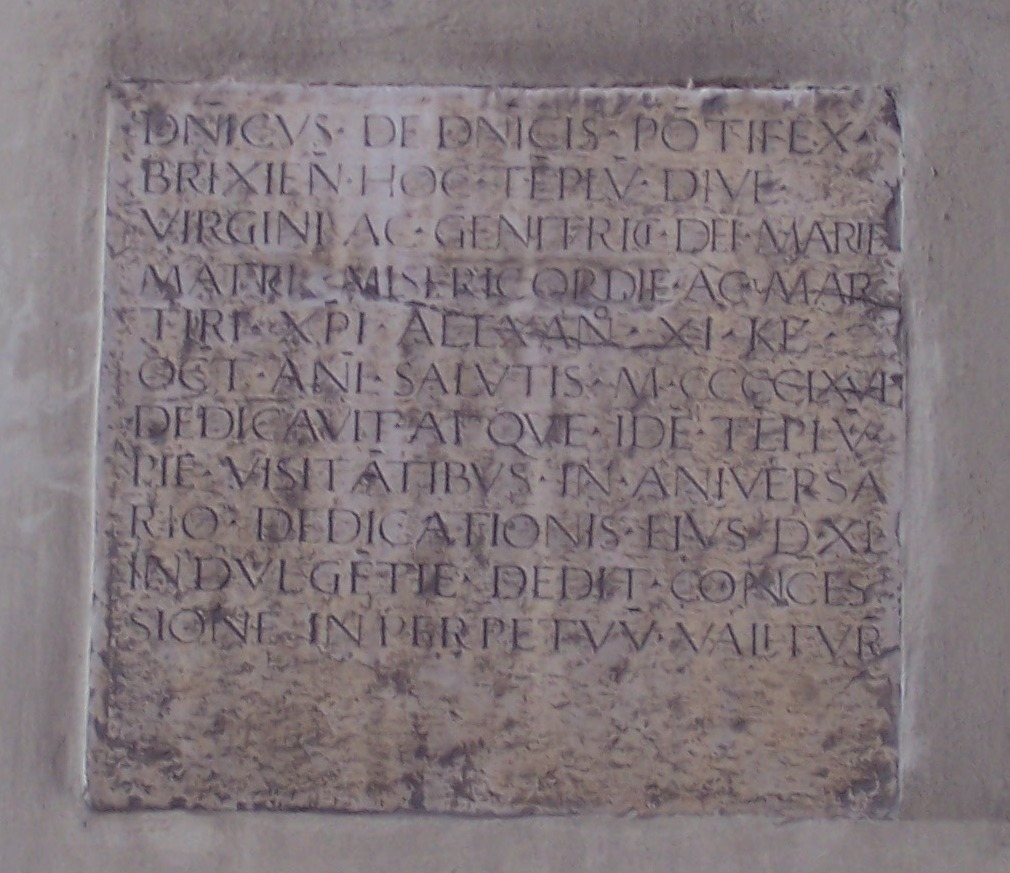
La targa del 1466 che ricorda la consacrazione della chiesa a Sant'Alessandro e a Maria Vergine
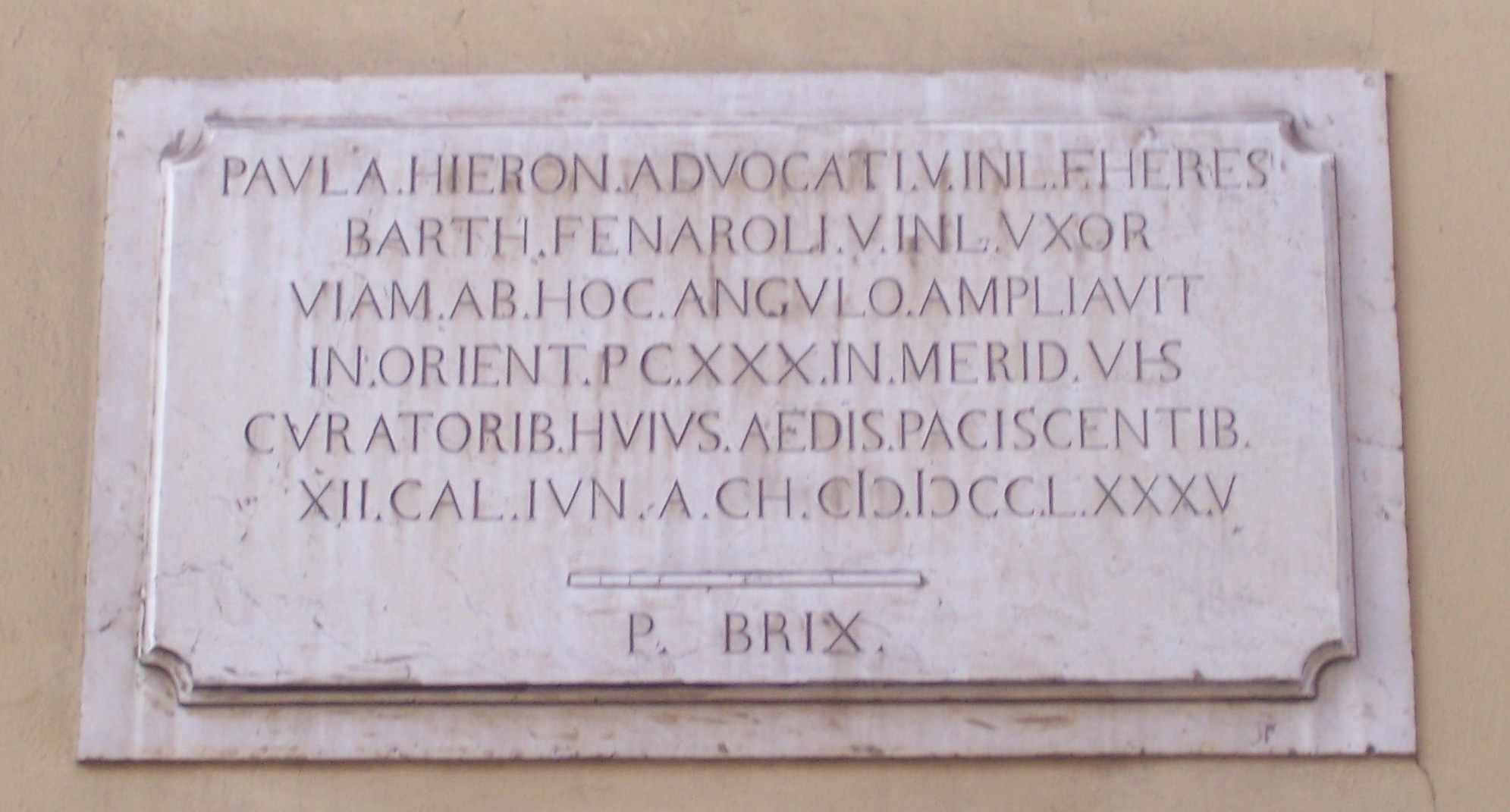
La targa del 1785 che ricorda l'allargamento della piazzetta
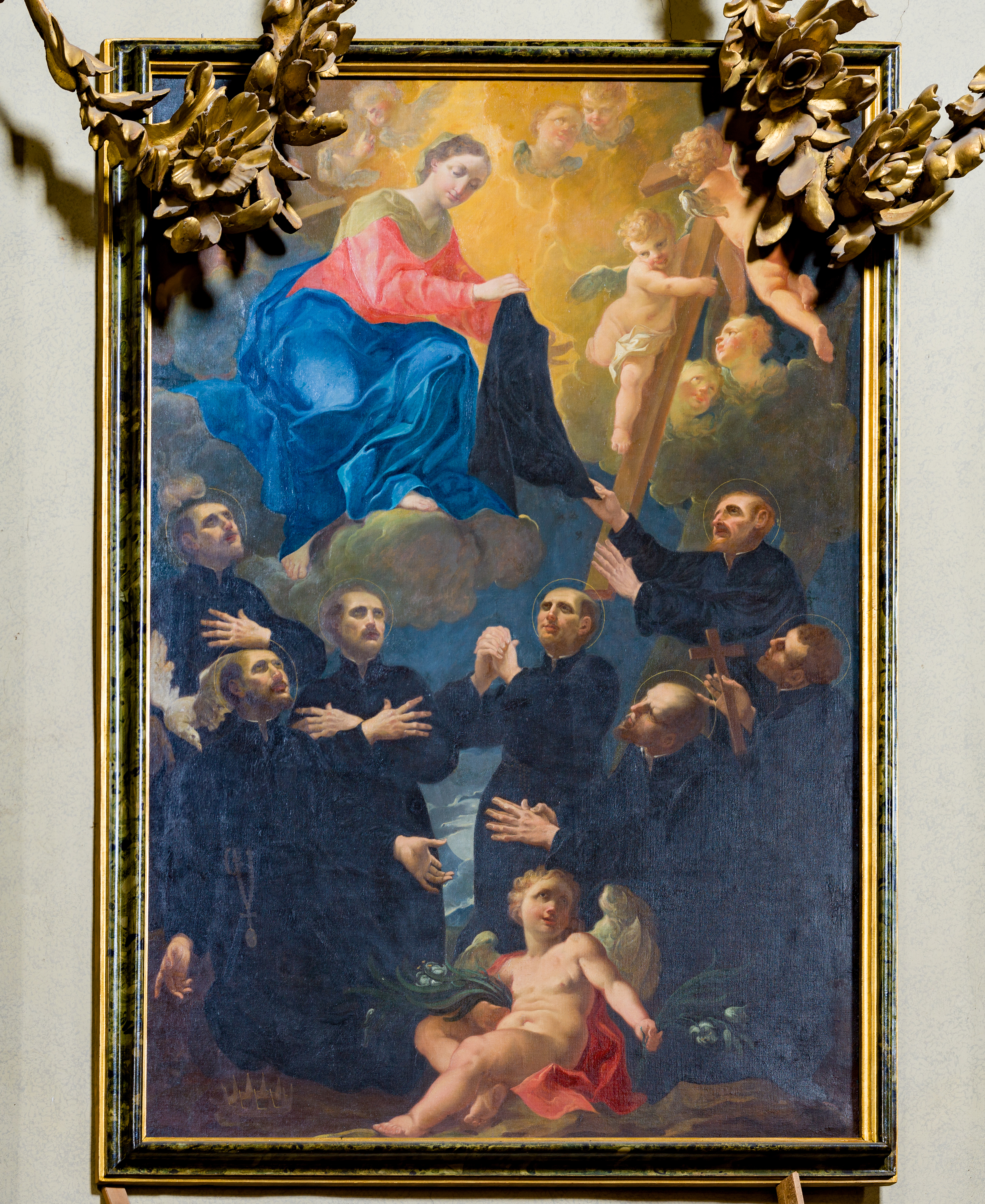
La vergine ed i frati fondatori dell'Ordine dei servi di Maria di Giuseppe Tortelli.
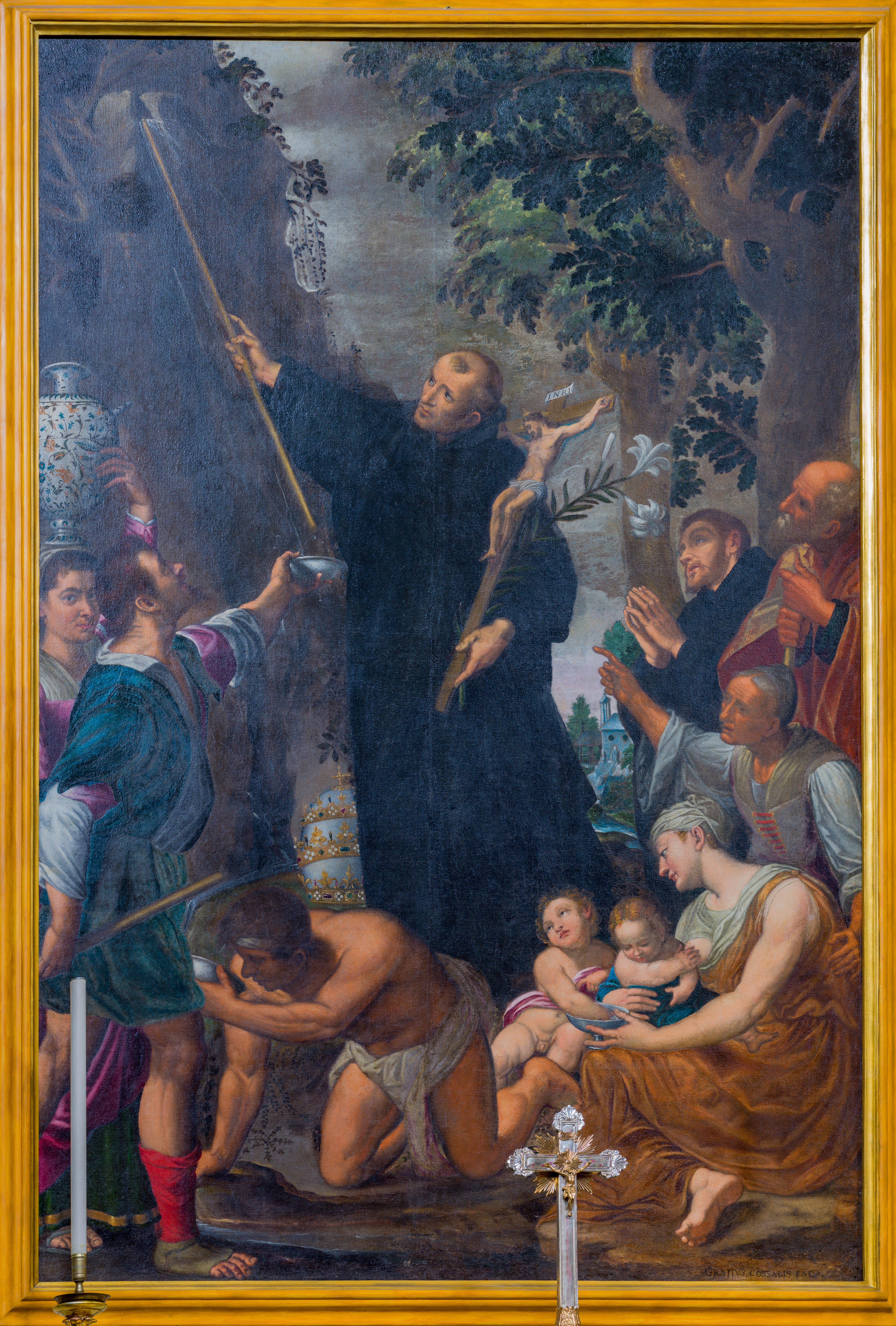
San Filippo Benizzi di Grazio Cossali.